# Beernem
Beernem è un comune belga di 15 428 abitanti, situato nella provincia fiamminga delle Fiandre Occidentali.